# GAME
GAME är en avdelning på Högskolan på Gotland, som bedriver forskning och erbjuder flera program och kurser inom spel och interaktiva medier. Kandidatexamen ges inom programmen: Speldesign och grafik 180 hp, Speldesign och programmering 180 hp och Datorgrafik och Animation 180 hp. GAME erbjuder även ett valbart fjärde år - International Game Production Studies - som leder till en magisterexamen.
Avdelningen har en motion capture-studio i centrala Visby, och arrangerar årligen mässan Gotland Game Conference (tidigare Gotland Game Awards).